# Juan Ponce Enrile junior
Juan Castañer Ponce Enrile junior (* 16. Juli 1958), auch Jack Enrile, ist ein philippinischer Politiker. Er war von 1998 bis 2007 und 2010 bis 2013 Kongressabgeordneter für den Wahlkreis Cagayan District 1.
2013 kandidierte er erfolglos für den philippinischen Senat.

## Leben
Jack Enrile besuchte zunächst die Preparatory School und die High School in Manila. Am  Christian Heritage College, El Cajon, in Kalifornien erwarb er
1993 den BA in englischer Literatur. Anschließend studierte er an Pepperdine University in Malibu und schloss das Studium mit dem Master Business Administration  (MBA) 1995 ab.

## Familie
Enrile Jr. ist verheiratet mit Sally Ponce Enrile, das Paar hat zwei Kinder. Aus einer früheren Ehe hat er zwei weitere Töchter.
Sein Vater ist Juan Ponce Enrile, der unter Staatspräsident Ferdinand Marcos Verteidigungsminister war. Seine Mutter Cristina Castañer war philippinische Botschafterin am Heiligen Stuhl.